# 65 г. пр.н.е.
65 (шестдесет и пета) година преди новата ера (пр.н.е.) е година от доюлианския (Помпилийски) римски календар.

## Събития

### В Римската република
- Консули на Римската република са Луций Аврелий Кота и Луций Манлий Торкват. Цензори са Марк Лициний Крас и Квинт Лутаций Катул.
- Юлий Цезар, като едил, спонсорира и провежда игри в памет на баща си.[1]
- Приет е предложения от народния трибун Гай Папий закон Lex Papia de peregrinis, който въвежда специална съдебна процедура за чужденци, които лъжливо твърдят, че са римски граждани. Наказанието е пропъждане от Рим.[2]
- Трета Митридатова война:
  - Под натиска на римските войски, водени от Помпей Велики, обширното арменско царство на Тигран II започва да се разпада. Партите се възползват и окупират две от югоизточните арменски провинции.
  - Тигран предава северната си столица Артаксата на римляните и капитулира лично в лагера на римските легиони пред Помпей. Той обещава да се лиши от всички завоевания, направени по време на управлението си, и да плати 6000 таланта злато. Армения е временно окупирана от римска войска начело с Луций Афраний.[3]
  - Митридат VI избягва в Боспорското царство, където отстранява от трона и убива собствения си син Махар.[3]

## Родени
- 8 декември – Хораций, римски поет (умрял 8 г. пр.н.е.)
- Саломе I, сестра на Ирод Велики (починала ок. 10 г.)

## Починали
- Аполодот II, владетел от династията на Селевкидите
- Махар, владетел на Боспорското царство